# Principatul Ungariei
Principatul / Ducatul Ungarieisau Ducatul Ungariei  (în limba maghiară: Magyar Nagyfejedelemség, „Marele Pricipat Maghiar”) a fost cel mai vechi stat maghiar despre care există documente, fondat în Câmpia Panonică în 895 ori 896, care a urmat   „descălecării” Panoniei.
Ungurii, un popor seminomad organizat într-o uniune de triburi, a fondat Principatul (Ducatul) Ungariei sub conducerea lui Árpád la începutul secolului al IX-lea. EI au ajuns pe pământul pe care aveau să-și fondeze noul stat migrând din Etelköz, care fusese formațiunea lor statală inițială, aflată la est de Munții Carpați .
În sursele contemporane bizantine, această formațiune statală era cunoscută drept  Tourkia apuseană (spre deosebire de Tourkia răsăriteană – Haganatul Hazar). Cărturarul evreu Hasdai ibn Shaprut numea entitatea statală pământul hungrinilor într-o scrisoare de pe la 960 către regele hazar Iosif. 
Istoriografia maghiară numește întreaga perioadă 896 - 1000 „Perioada principatului”. Acestei perioade i-a urmat cea a Regatul creștin al Ungariei, apărut odată cu încoronarea ca rege a Sfântului Ștefan la Esztergom în ziua de Crăciun 1000 (sau poate 1 ianuarie 1001)